# Gold Hill, Oregon
Gold Hill este un oraș din comitatul Jackson, statul Oregon, Statele Unite ale Americii. Pe 1 iulie 2011, orașul avea 1220 locuitori.